# Aristodamos
Aristodamos (altgriechisch Ἀριστόδαμος) war ein griechischer Toreut, der in der zweiten Hälfte des 6. Jahrhunderts v. Chr. in Argos tätig war.

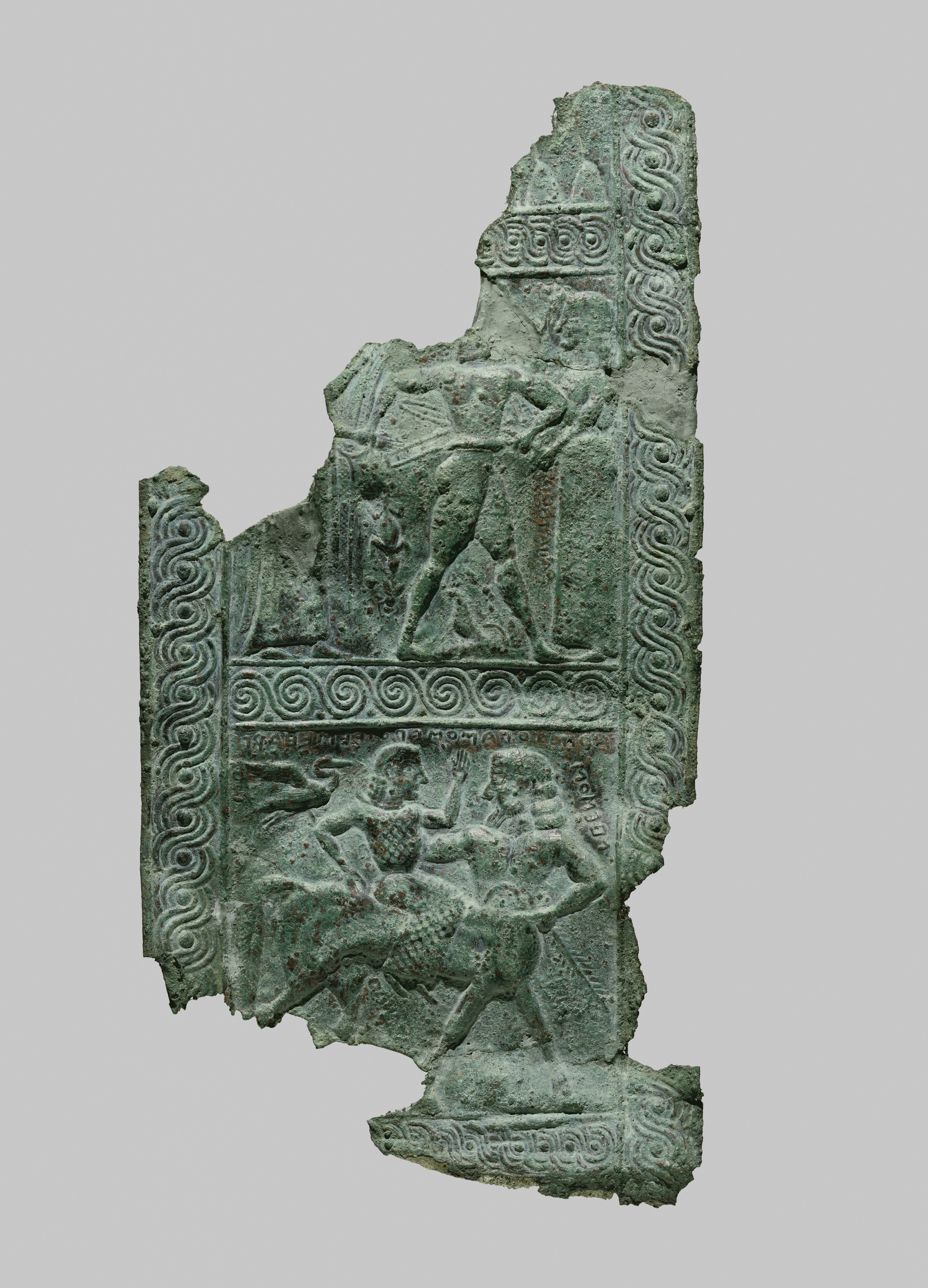
Fragment des Schildbandes mit der Signatur des Aristodamos

Er ist durch eine Signatur bekannt, die sich auf einem archaischen bronzenen Relief eines Schildbandes befindet. Der kurze erhaltene Streifen zeigt in der oberen Hälfte den spartanischen König Menelaos, der nach dem Trojanischen Krieg seine Gattin Helena von Paris zurückfordert. Rechts neben der Szene steht die Göttin Athena. Auf der unteren Hälfte ist zu sehen, wie der Kentaur Nessos Deïaneira entführt, die Gattin des Herakles. Das Schildband stammt von einem Lederband aus der Innenseite eines Schildes von um 575 v. Chr., was vor allem durch vergleichbare Funde aus dem Zeusheiligtum in Olympia belegt ist. Das Relief befindet sich im J. Paul Getty Museum im Malibu.
Ein weiteres Schildbandrelief wird mit Aristodamos in Verbindung gebracht. Es kommt aus Olympia und auf ihm ist Aias mit der Leiche des Achilleus dargestellt. Die Beischrift ist nur fragmentarisch erhalten, wird aber als [Ἀ]ρισ[τόδαμος] ergänzt.